# Centro de Explicações
Os Centros de Explicações, também conhecidos como Centros de Estudos ou de Apoio Escolar, são espaços que se dedicam à prestação de serviços educacionais. Tipicamente estes centros ministram explicações individuais e em grupos e complementam a sua actividade com serviço de psicologia. Os estudos  mostram que os alunos que têm explicações obtêm melhores resultados nos exames do que os alunos que não têm explicações.
Este tipo de negócio tem vindo a desenvolver-se fortemente em Portugal mas também noutros países da Europa.